# Pico Turquino
A Pico Real de Turquino, röviden Turquino Kuba legmagasabb pontja. Magassága különböző források szerint 1972 vagy 1974 méter.

## Földrajz
A Turquino a Kuba délkeleti partszakaszának nyugati részén nyugat–keleti irányban húzódó Sierra Maestra hegységben található. Közigazgatásilag Santiago de Cuba tartományhoz tartozik. A csúcs az ország leghidegebb pontjai közé tartozik: Kuba történetében mindössze két alkalommal jegyeztek fel havazást, mindkettő itt történt: az első 1864-ben, a második 1900. február 14-én.
A csúcs körül terül el a Pico Turquino Nemzeti Park, ahol több bennszülött állatfaj is él (köztük a világ legkisebb, mindössze 1 centis varangyosbékája), az egyik fő erdőalkotó fafaj pedig egy olyan fenyő, amely a környéken máshol nem található meg. A területet borító köderdőkben óriási páfrányok és orchideák sokasága él. A környéken több történelmi emlékmű is található, köztük a csúcson José Martí szabadságharcos mellszobra.

## Megmászása
A csúcs megmászásához be kell lépni a nemzeti park területére, de ez csak belépődíj ellenében tehető meg, és kötelező hivatalos kísérőt fogadni magunk mellé. A helyszínt legérdemesebb a szárazabb évszakban felkeresni: ez októbertől májusig tart.
A Pico Turquino két útvonalon érhető el. Az egyik északnyugatról, Granma tartományból, Alto del Naranjótól indul, a másik a déli tengerpartról, Las Cuevastól. Az első, amely 2–3 napos túra szokott lenni, azért előnyösebb, mert lankásabb az emelkedő, útközben jobb a kilátás és több történelmi emlékhely is útbaesik, köztük Fidel Castro, Che Guevara és társaik hegyi főhadiszállása, míg a második, meredekebb útvonal előnye, hogy a kiindulóponthoz könnyebb megszervezni az utazást.

## Képek

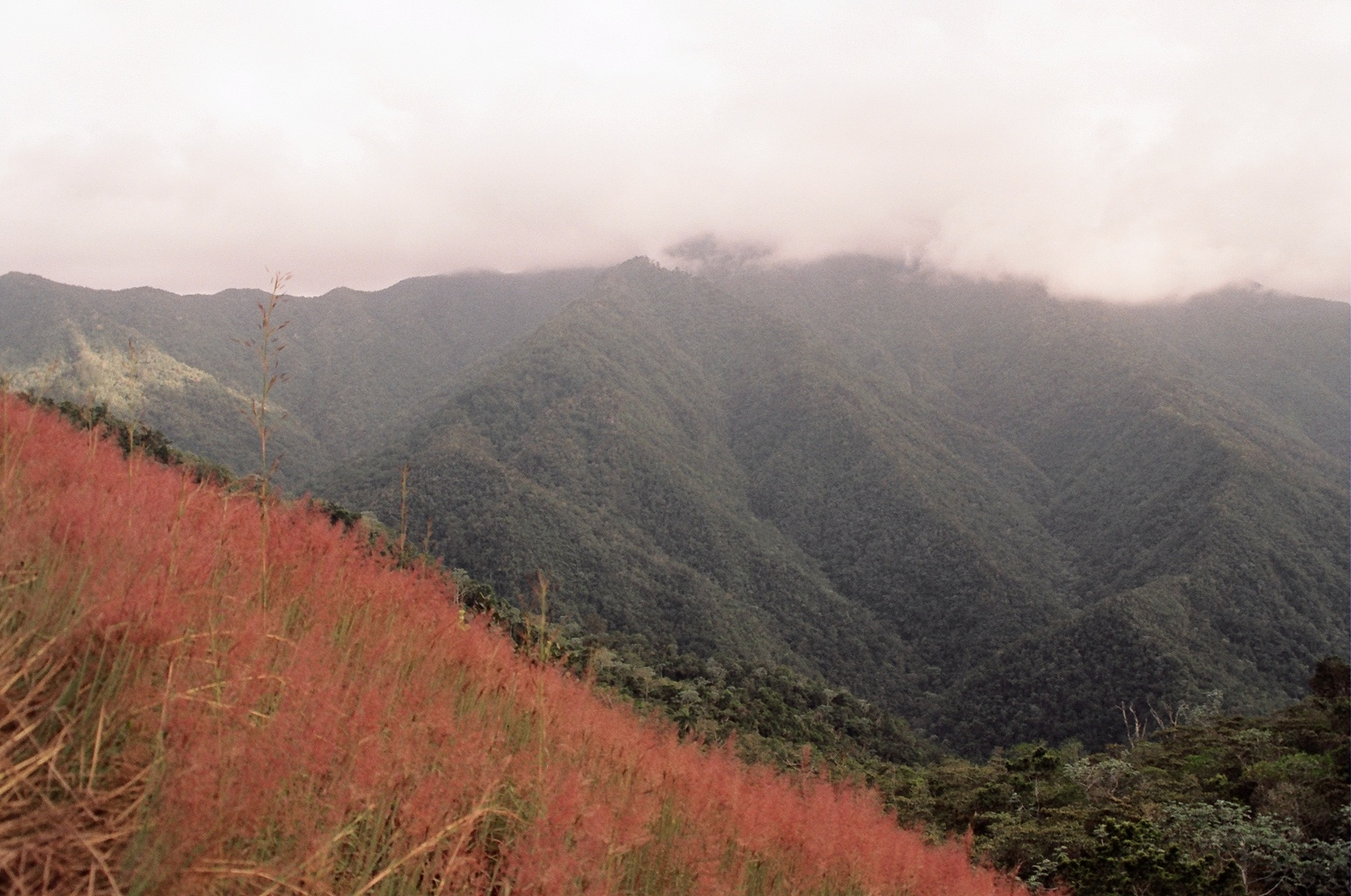
A felhőkbe burkolózó csúcs
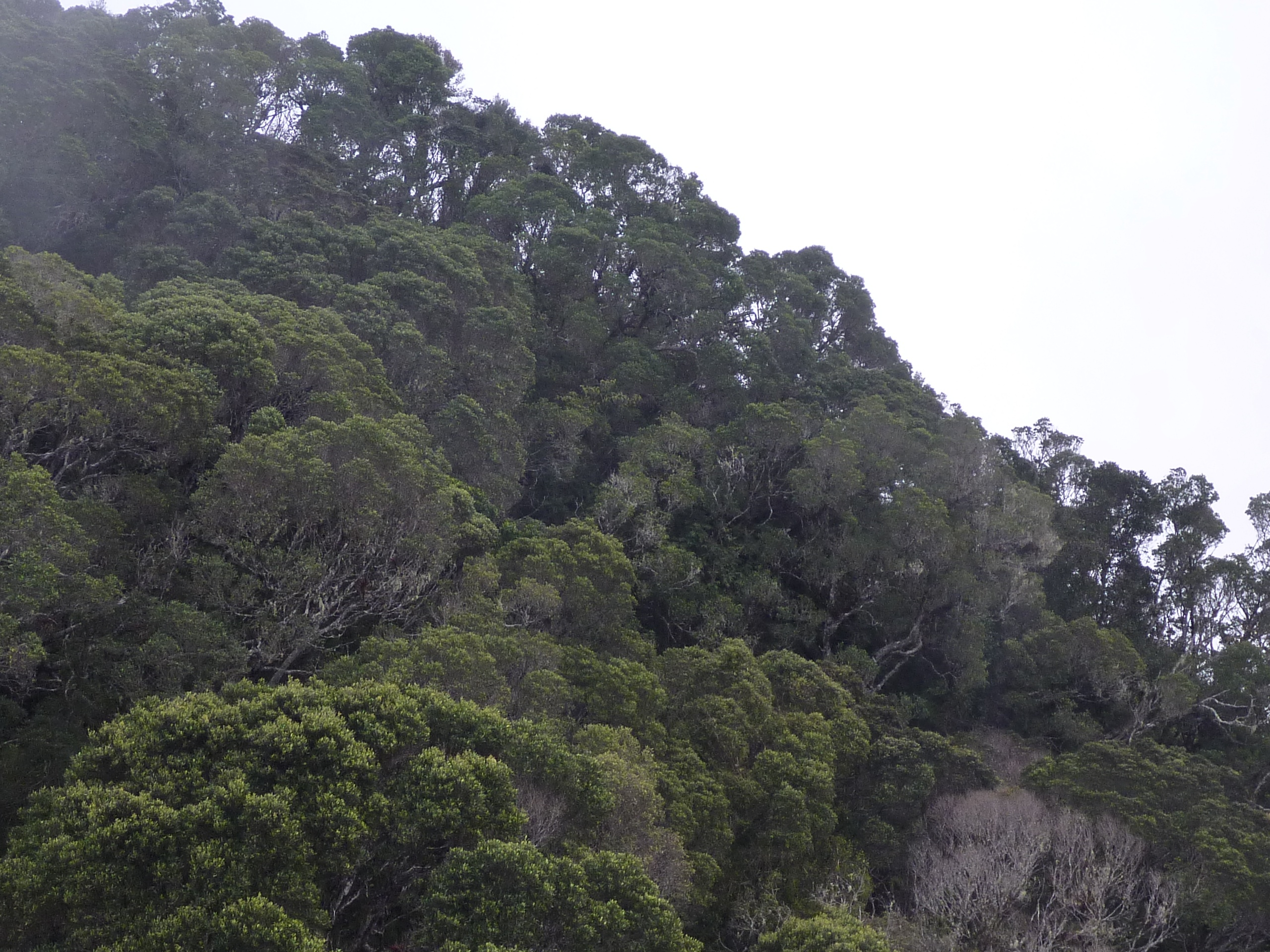
Köderdő a Pico Turquino térségében
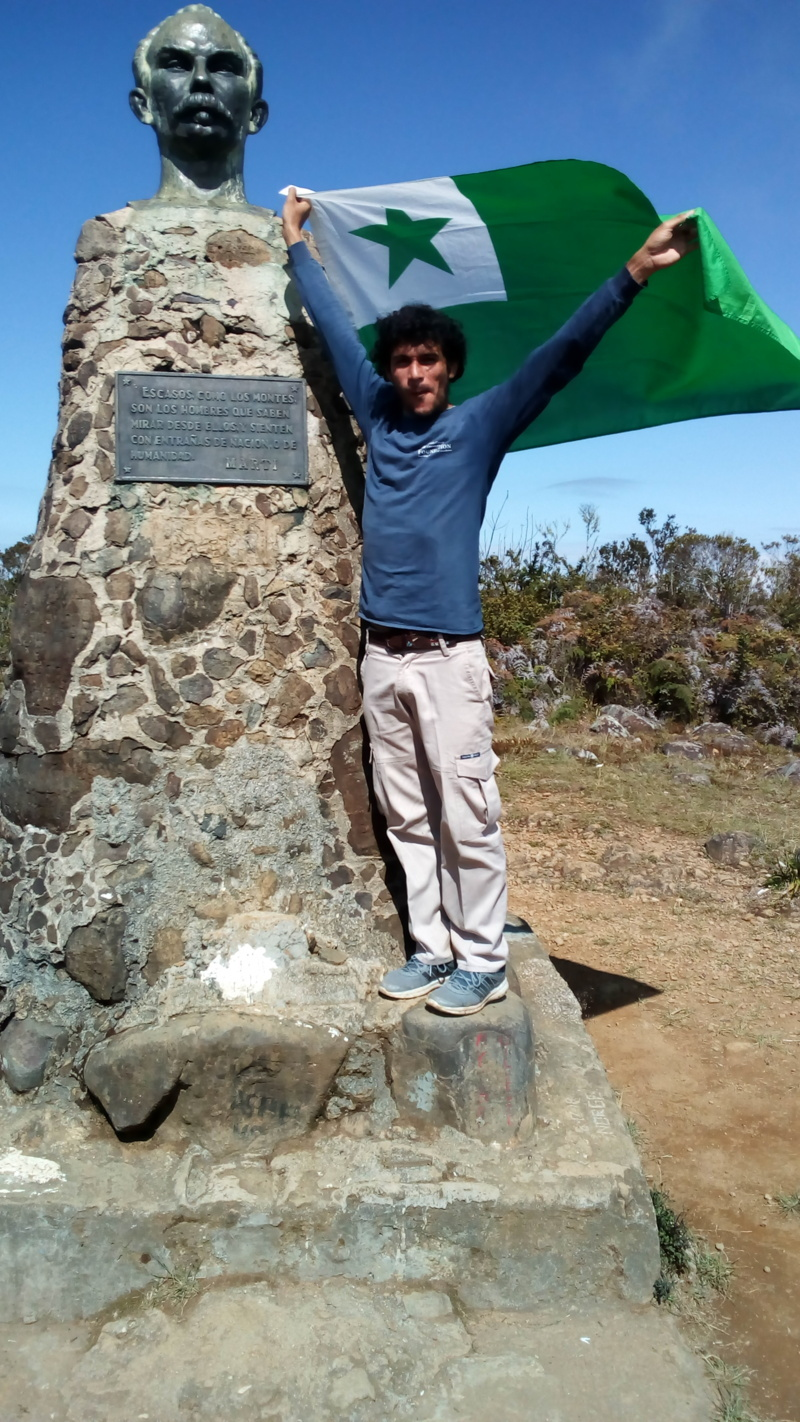
José Martí szobra a csúcson
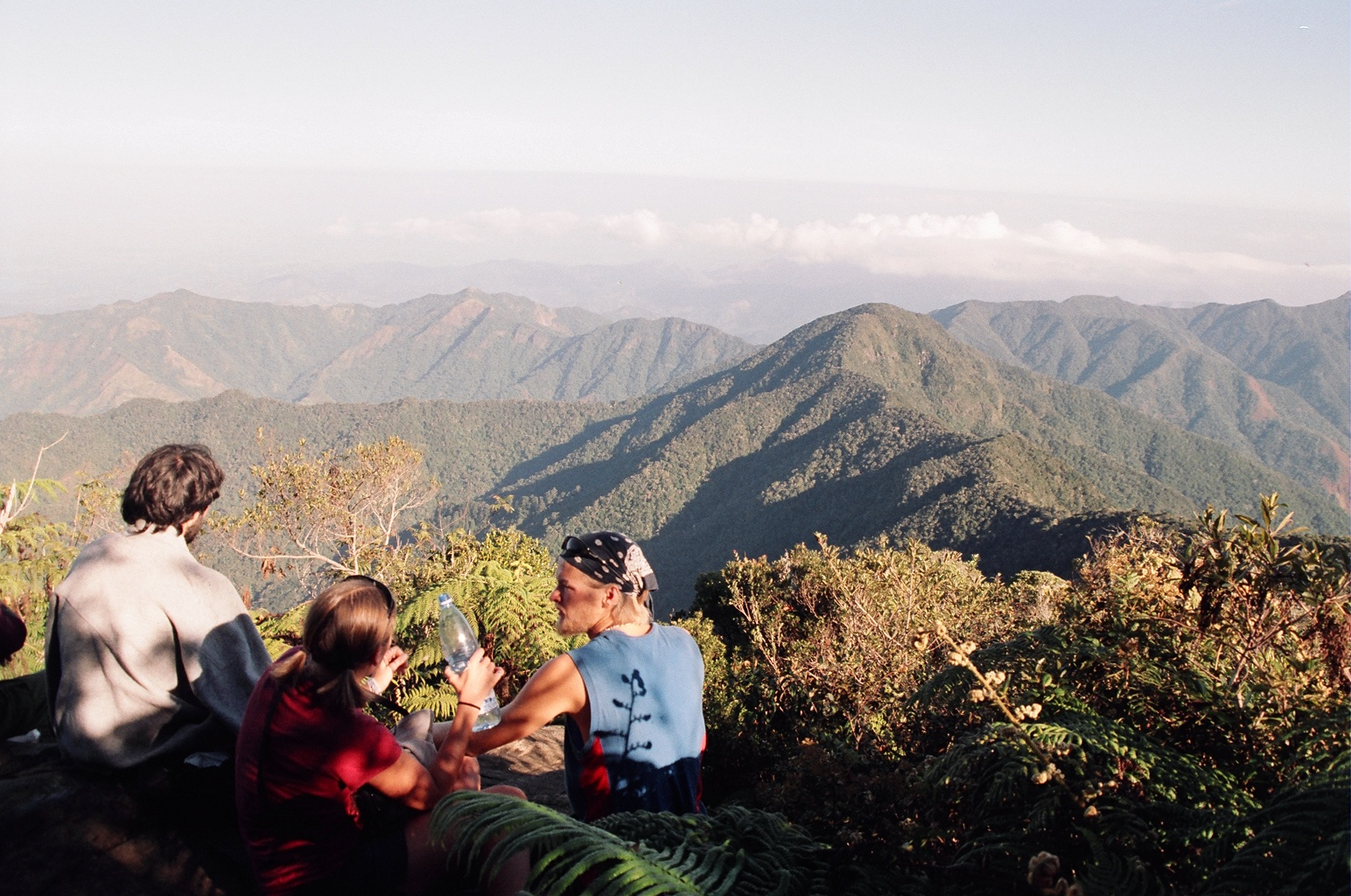
A csúcs közelében